# زیمرسفلد
زیمرسفلد (به آلمانی: Simmersfeld) یک شهر در آلمان است که در بادن-وورتمبرگ واقع شده‌است. زیمرسفلد ۲٬۱۹۶ نفر جمعیت دارد.